# Beatriz Barbuyová
Beatriz Leonor Silveira Barbuyová (nepřechýleně Barbuy; * 16. února 1950 São Paulo) je brazilská astrofyzička. 
K zájmu o astronomii ji přivedla v šestnácti letech četba George Gamowa. Vystudovala fyziku na Univerzitě São Paulo a promovala roku 1976. Doktorát získala pod vedením Rogera Cayrela na Univerzitě Paříž-Diderot. Pracovala pak na Evropské jižní observatoři, Pařížské observatoři a Lickově observatoři. Od roku 1997 je profesorkou Ústavu astronomie, geofyziky a atmosférických věd Univerzity v São Paulu (IAG/USP). Věnuje se primárně spektroskopii a výzkumu záření gama. Zapojila se do studia vzniku hvězd a na základě chemické analýzy určila stáří některých hvězd na více než dvanáct miliard let. Účastní se rovněž projektu výzkumné instituce Fundação de Amparo à Pesquisa do Estado de São Paulo zaměřeného na vyhledávání exoplanet. Podle Institute for Scientific Information má Beatriz Barbuyová 2900 vědeckých citací. Propaguje různé vzdělávací programy a navrhla, aby se astronomie začala vyučovat již na základních školách.  
V letech 2003 až 2009 byla viceprezidentkou Mezinárodní astronomické unie. Brazilská akademie věd jí v roce 2005 udělila Národní řád za vědecké zásluhy. Časopis Época Barbuyovou zařadil mezi sto nejvlivnějších Brazilců. Je čestnou členkou Královské astronomické společnosti a byla přijata do The World Academy of Sciences. V roce 2009 obdržela cenu pro ženy ve vědě, kterou uděluje UNESCO spolu s firmou L'Oréal.